# Hans Küng
Hans Küng, švicarski duhovnik, teolog, filozof in predavatelj, * 19. marec 1928, Sursee, Švica, † 6. april 2021, Tübingen, Nemčija.
Zaradi njegove kritike doktrine papeški nezmotljivosti mu je Rimskokatoliška cerkev odvzela dovoljenje za poučevanje teologije, a je kljub vsemu ostal duhovnik.
Do upokojitve je deloval na Univerzi v Tübingenu.